# Dan Andriano
Dan Andriano (Elgin, Illinois, 27 de junio de 1977) es cantante y bajista de Alkaline Trio.

## Biografía
Andriano fue bajista de la banda de punk ska Slapstick hasta 1996. Al año siguiente ingresa en Alkaline Trio para ocupar el lugar que dejó la marcha del bajista original Rob Doran. Desde entonces ha sido vocalista, guitarra, coros y ha escrito, junto con Matt Skiba, las canciones de Alkaline Trio.
Andriano también ha formado parte de la banda de punk rock Tuesday (banda formada por tres de los siete miembros de su antigua banda, Slapstick). Curiosamente también ha grabado un split con el segundo batería de la historia de Alkaline Trio, Mike Felumlee.
Actualmente forma parte, a su vez, de un grupo llamado The Falcons, que es un grupo de punk rock formado por The Lawrence Arms, banda también de Chicago y del mismo estilo musical.
- Datos: Q714201
- Multimedia: Dan Andriano / Q714201